# أبو الفضل البلخي
أبو الفضل العبَّاس بن الحسن البلخي المعروف اختصارًا أبو الفضل البلخي (توفي 258هـ / 871 أو 872م) هو مُحدِّث من بلخ، سكن بغداد وحدَّث بها. روى عن جمع من المحدثين وروى عنه آخرون، ولم يُعلم في حاله إلا الخير حسب الخطيب البغدادي.

## شيوخه
سمع أبو الفضل البلخي من:
- أصرم بن حوشب
- أسود بن عامر شاذان
- عبد الله بن نمير
- عبد الله بن داود الخريبي
- محمد بن عبد الله الأنصاري
- عبد الصمد بن عبد الوارث

## تلاميذه
روى عنه:
- مطين الكوفي (وذكر أنه سمع منه بقنطرة البردان)
- أحمد بن محمد البراثي
- أحمد بن الحسن الصباحي
- أحمد بن محمد بن سلم المُخَرِّمي
- القاضي المحاملي
- ابن مخلد

## روايته
ومن الأحاديث التي رواها ما حدَّث به (مقرونًا أبو الفضل القنطري)، عن محمد بن عبد الله الأنصاري، عن حبيب بن الشهيد، عن ميمون بن مهران، عن ابن عباس، قال: «احتجم رسول الله ﷺ وهو صائم».

## مكانته
- قال الخطيب البغدادي في ترجمته: «وما علمت من حاله إلا خيراً».[1]

## وفاته
توفي العباس بن الحسن البلخي في سنة 258هـ / 871م.

### فهرس المنشورات
1. 1 2 3 4 5  البغدادي (2001)، ج. 14، ص. 24.
2. ↑  البغدادي (2001)، ج. 14، ص. 25.

### معلومات المنشورات كاملة
الكتب مرتبة حسب تاريخ النشر
- الخطيب البغدادي (2001)، تاريخ بغداد، تحقيق: بشار عواد معروف (ط. 1)، بيروت: دار الغرب الإسلامي، OCLC:49659164، QID:Q114815356